# دوره دوم مجلس خبرگان رهبری
دوره دوم مجلس خبرگان رهبری (۱۳۶۹–۱۳۷۷) در ۲ اسفند ۱۳۶۹ گشایش یافت. انتخابات آن نیز در ۱۶ مهر ۱۳۶۹ برای انتخاب ۷۶ نماینده از ۱۰۰ نامزد شرکت‌کننده برگزار شد. در کل ۱۷۸ نفر ثبت نام کردند که ضمن انصراف و عدم تأیید ۶۲ نفر و به دلیل به حد نصاب نرسیدن تعداد نامزدهای باقی‌مانده در گیلان و عدم تأیید نامزدهای خبرگان در بوشهر و به علت تعداد کم نامزدهای خبرگان در سیستان و بلوچستان، در این سه حوزه‌ها (۴ کرسی) انتخابات برگزار نشد.

## فهرست نمایندگان دور دوم خبرگان
برخی نمایندگان این دوره:
- صادق احسانبخش
- عباس محفوظی
- مختار امینیان
- محمدعلی فیض
- زین العابدین قربانی

## پی‌نوشت و منبع
1. ↑  مجلس خبرگان رهبری در گذر از دوره اول به دوم  وبسایت خبری-تحلیلی مشرق نیوز

- جریان شناسی ادوار انتخابات مجلس خبرگان  وبسایت خبری-تحلیلی مشرق نیوز
- همه دوره‌های خبرگان رهبری در یک نگاه  روزنامه ابتکار